# Cala Montgó

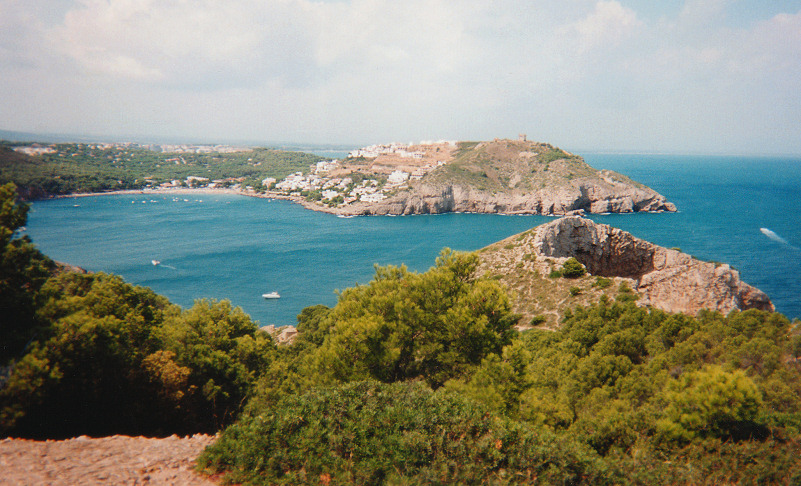
La cala Montgó desde la punta Ventosa. En primer término la punta Milà y al fondo la punta Montgó.

La cala Montgó es una ensenada en la Costa Brava que se encuentra en el municipio de Torroella de Montgrí (Gerona) España. Desde el paseo marítimo de La Escala, se puede acceder a pie por un camino de ronda. También se puede acceder en coche, a un kilómetro del puerto deportivo de La Escala. Según se va llegando por la carretera de acceso, se encuentran varios cámpines.
Geológicamente corresponde a las estribaciones más septentrionales del macizo del Montgrí, siendo la cala más accesible y grande de las que se pueden encontrar en este tramo forestal de la Costa Brava. Orientada al levante y por el norte la culmina la punta Montgó (96 m s. n. m.), coronada por una torre de vigía fortificada de la Edad Moderna. Al sur, cierra la cala la punta Milá a 1,1 km de la playa.
La mayor parte de la costa está rodeada por escarpados acantilados calcáreos, la playa es de arena fina. Las aguas son transparentes y tranquilas, ya que se encuentran resguardadas de los temporales de tramontana, tan habituales en Ampurdán.
Por esta playa pasa el camino de ronda, actualmente denominado GR 92, que recorre el litoral catalán desde Portbou, a la frontera francesa, hasta Ulldecona, pasando por el delta del Ebro.